# 392. strelska divizija (ZSSR)
392. strelska divizija (izvirno rusko 392. стрелковая дивизия; kratica 392. SD) je bila strelska divizija Rdeče armade v času druge svetovne vojne.

## Zgodovina
Divizija je bila ustanovljena avgusta 1941 v Goriju.